# Жан Клодио
Жан Клодио (фр. Jean Claudio, настоящее имя Клод Даниэль Робер Мартен, фр. Claude Daniel Robert Martin; 28 марта 1927, Нёйи-сюр-Сен — 11 января 1992, Сен-Клу) — французский актёр. Внук пианиста Виктора Стауба.
Дебютировал в кино в десятилетнем возрасте в маленькой роли в фильме Виктора Туржанского «Ностальгия», годом позже сыграл царевича Алексея в картине Марселя Л’Эрбье «Распутин» и одну из главных ролей в фильме Кристиан-Жака «Исчезнувшие из Сент-Ажиля». Вплоть до 1945 года Клодио продолжал сниматься в кино, одновременно изучая вокал в Парижской консерватории. В годы учёбы сыграл Керубино в пьесе Бомарше «Свадьба Фигаро» на сцене Комеди Франсэз.
Вернулся в кинематограф в середине 1950-х гг., сыграв в том числе в двух лентах Жана Ренуара, «Елена и мужчины» и «Завтрак на траве». В первой половине 1960-х гг. работал в Италии, в 1966 г. снялся у Теренса Янга в картине «Тройной крест». В 1970-80-е гг. снимался преимущественно на телевидении («Невероятная история жизни барона Фридриха фон дер Тренка»). Опубликовал также книгу стихов и несколько романов.